# Lillselet (Råneå socken, Norrbotten, 734938-178718)
Lillselet är en sjö i Bodens kommun i Norrbotten och ingår i Råneälvens huvudavrinningsområde.